# Mistake
"Mistake" é uma canção da artista norte-americana Demi Lovato, contida em seu terceiro álbum de estúdio, Unbroken. Composta por Leah Haywood, Daniel James, Shelly Peiken e produzida por Dreamlab, a faixa deriva dos estilos da música pop e do R&B. Mesmo sem ter sido lançada como single, a obra alcançou a 96ª colocação na Gaon Music Chart, parada da Coreia do Sul.

## Composição
Demi afirmou que quando ouviu "Mistake" pela primeira vez o que lhe chamou a atenção foi a letra: "Eu fiquei fascinada pelo fato da garota ter terminado um relacionamento e isso ter sido culpa da outra pessoa, seu maior erro. Eu achei isso realmente interessante. Uma visão diferente de um rompimento. [...] Ao invés de se sentar pelos cantos sentindo o coração partido, você pode ouvir essa canção e se sentir quase poderosa, pensando 'Eu não vou deixar isso me manter pra baixo. Foi o maior erro dele'". A canção utiliza a mesma melodia de "Born to Be a Lady", do grupo sul-coreano Girls' Generation, composta e produzida pela mesma equipe.

## Desempenho nas tabelas musicais
Mesmo sem lançamento como música de trabalho, a faixa alcançou a 96ª colocação na Gaon Music Chart, tabela da Coreia do Sul.
| Tabela (2011)                    | Melhor posição |
| -------------------------------- | -------------- |
| Coreia do Sul (Gaon Music Chart) | 96             |

## Créditos
Lista-se abaixo os profissionais envolvidos na elaboração de "Mistake", de acordo com o encarte de Unbroken.
- Vocais - Demi Lovato
- Composição - Leah Haywood, Daniel James, Shelly Peiken
- Produção - Dreamlab